# Jean Soulard
Jean Soulard (né le 28 décembre 1952 à La Gaubretière) est un chef cuisinier franco-canadien. Établi à Québec depuis 1979, il développe et partage son expertise comme consultant, conférencier, animateur de télévision, chroniqueur, auteur et chef à domicile.
Soulard a publié une dizaine d'ouvrages, mettant de l'avant, notamment, l'utilisation en cuisine des produits du terroir québécois.

## Jeunesse, formation et début de carrière
Jean Soulard nait à La Gaubretière, un petit village de Vendée, dans une famille de 6 enfants. Avec des parents issus à la fois d'une famille d'aubergistes, du côté de sa mère, et d'une lignée de boulangers, du côté de son père, il passe toute son enfance au milieu de ces deux entreprises familiales,.
Il rentre à l'école hôtelière de Saumur à 13 ans et termine sa formation trois ans plus tard, en 1969, avec un certificat d'aptitude professionnelle. La même année, il est finaliste au concours « Meilleur apprenti cuisinier de France ».
Soulard commence sa carrière en France, dans différents restaurants familiaux de l'île d'Oléron, Sancerre, Chamonix et Ajaccio.
En 1971, il poursuit son apprentissage en intégrant des établissements étoilés en Suisse (La Palma au Lac) et à Londres (Restaurant Prunier). En 1974, il retourne en France, à Talloires, pour joindre la brigade de l'Auberge du Père Bise.

## Établissement au Québec
En 1975, Soulard quitte le continent européen. Il arrive au Canada en tant que chef à l'hôtel Hilton International du Vieux-Québec, pour l'ouverture du restaurant L'Éperlan. L'année suivante, il quitte le Canada pour devenir chef des cuisines au Guam Hilton International, dans le Pacifique. Il se familiarise avec les différentes cuisines et cultures asiatiques en effectuant des périodes d'immersion dans des hôtels Hilton à Tokyo, Hong Kong et Manille. En 1979, il revient s'installer dans la ville de Québec, à titre de chef des cuisines au Hilton/Centre des Congrès. En 1993, il est nommé chef des cuisines du château Frontenac et occupe ce poste pendant 20 ans, jusqu'en 2013. Au cours de cette période, il aménagera, notamment, un jardin sur le toit du château, qui s’agrandira avec les années pour y abriter des ruches et poules.
De 2014 à 2022, il anime des ateliers de cuisine ainsi que des camps d'été pour les enfants et adolescents en partenariat avec l'Institut sur la nutrition et les aliments fonctionnels (INAF) de l'Université Laval.

## Distinctions
- Chevalier de l'ordre national du Mérite (2004)
- Chevalier de l'Ordre national du Québec (2022)
- Maître Cuisinier de France
- Les Toques Blanches Internationales
- Honoris Causa de l'ITAQ
- Académie culinaire de France
- Chaîne des Rôtisseurs
- Chevalier de la Méduse
- Diplôme d'honneur, Art Culinaire Int. Suisse